# En dag skall komma
En dag skall komma (originaltitel: Watch on the Rhine) är en amerikansk dramafilm från 1943 i regi av Herman Shumlin. Det är en filmatisering av Lillian Hellmans pjäs Watch on the Rhine från 1941. Paul Lukas tilldelades en Oscar för bästa manliga huvudroll i denna film. Filmen var även nominerad till Oscars i kategorierna bästa film, bästa kvinnliga biroll (Lucile Watson) och bästa manus.

## Handling
Tysken Kurt Muller och hans familj reser till USA men blir utpressade av en rumänsk greve.

## Rollista
- Bette Davis - Sara Muller
- Paul Lukas - Kurt Muller
- Geraldine Fitzgerald - Marthe de Brancovis
- Lucile Watson - Fanny Farrelly
- Beulah Bondi - Anise
- George Coulouris - Teck de Brancovis
- Donald Woods - David Farrelly
- Henry Daniell - Phili Von Ramme
- Eric Roberts - Bodo
- Donald Buka - Joshua Muller